# DAY DREAM BELIEVER
『DAY DREAM BELIEVER』（デイドリームビリーバー）は、2007年4月6日から2009年3月27日までエフエム青森で放送されていたワイド番組である。
エフエム青森開局20周年を記念して企画された2部構成の長時間生ワイド番組で、同局初の延べ5時間に及ぶ放送を実施していた。放送時間は毎週金曜 13:00 - 14:55、16:00 - 19:00 （日本標準時）。間の14:55 - 15:00には『Eternity』が、15:00 - 15:30にはエフエム青森八戸支局発の県南情報番組『DAY DREAM BELIEVER 〜サウスランド〜』が、15:30 - 15:55には青森山田学園理事長の木村隆文が出演していたトーク番組『Friday Teatime Avenue』→『青森山田学園Go!Go!全力投球』が、15:55 - 16:00には『エフエム青森ニュース』が放送されていた。

## パーソナリティ

### 番組終了時の担当者
- 鈴木耕治
- 里村好美 - 2008年4月から担当。
- 荒谷勝彦 - 『サウスランド』担当。
- 小笠原ちえ子 - 『サウスランド』担当。

### 途中降板した担当者
- 境香織 - 2008年3月まで担当していたが、産休のため一時降板していた。
- 河合純子 - 前身番組『フライデー・ゴーズ・オン〜FMわくわくワイド〜』に出演していた人物。境が産休を取っている間の代理で出演。

## 選曲・内容
第1部では、テーマに合わせた選曲を行っていた。第2部では、16時台にミュージックランキングのコーナーがあった。17時台以降は、『IT'S MY RADIO!』とほぼ同じ編成となった。

## 過去に放送されたコーナー
- ジャンジャンヒート！ - 青森競輪場の情報コーナー。
- 韓国は今
- 青森函館勝手に観光大使